# Željka Antunović
Željka Antunović (prononciation croate : ʒɛ̂ːʎka antǔːnɔʋit͡ɕ), née le 15 septembre 1955, est une ancienne femme politique croate de centre-gauche, qui fut la vice-présidente du Parti social-démocrate de Croatie (SDP), le plus grand parti d'opposition en Croatie. Entre 2002 et 2003, elle est ministre de la Défense, première et unique femme à ce jour à avoir occupé cette fonction.

## Biographie

### Origines et études
Željka Antunović est née à Virovitica en 1955, en République fédérative socialiste de Yougoslavie (aujourd'hui République de Croatie). 

### Carrière politique
Elle entre sur la scène politique en 1990 en rejoignant le SDH, parti de centre-gauche créé après l'établissement de la démocratie en Yougoslavie et originellement un grand rival du Parti social-démocrate (SDP), qui venait de succéder à la Ligue des communistes de Croatie. Toutefois, à la suite des résultats désastreux du SDH lors des élections législatives[Quand ?], le parti s'unifie au SDP en 1994. À la suite de cela, Željka Antunović et Antun Vujić gravissent progressivement les échelons du SDP. 
Željka Antunović a été membre du Parlement croate de 1995 à 1999 et à partir de 2003. Elle est élue vice-présidente du SDP en 2000 à la conférence du parti. Entre 2000 et 2003, elle est vice-Première ministre et ministre de la Défense dans le deuxième cabinet d'Ivica Račan, de 2002 à la fin de son mandat en 2003. Elle est la première femme à occuper cette dernière fonction.
Le 31 janvier 2007, Ivica Račan annonce qu'il quitte temporairement la politique pour des raisons de santé. Željka Antunović prend alors présidence du parti et, le 11 avril, à la suite d'une nouvelle détérioration de son état de santé, il démissionne de ses fonctions de chef du parti, laissant Željka Antunović à la tête du SDP jusqu'au prochain congrès du parti. Le 2 juin 2007, elle se présente à la présidence du congrès du parti face à Milan Bandić, Zoran Milanović et Tonino Picula. Zoran Milanović la bat à l'issue du second tour. 
Depuis sa retraite politique, elle a créé une société de conseil. Elle a participé à la campagne d'Ivo Josipović pour l'élection présidentielle croate de 2014-2015. 